# Oxid titanitý
Oxid titanitý (Ti2O3) je sloučenina titanu a kyslíku. Připravuje se reakcí oxidu titaničitého s kovovým titanem při 1 600 °C. Stejně jako ostatní titanité sloučeniny se na vzduchu oxiduje:
2 Ti2O3 + O2 → 4 TiO2
Ti2O3 má strukturu jako oxid hlinitý Al2O3 (korund). Reaguje s oxidujícími kyselinami. Má polovodivé vlastnosti, které se při cca 200 °C mění na vodivost kovového typu.